# Грузенберг, Сергей Николаевич
Сергей Николаевич (Ноевич) Грузенберг (1888, Тифлис, Российская империя — 22 августа 1931, Москва, СССР) — русский и советский архитектор, мастер петербургского и московского модерна, книжный график.

## Биография
Сергей Николаевич Грузенберг родился в Тифлисе. В 1906 году окончил классическую гимназию и в том же году поступил на архитектурное отделение Политехнического института в Мюнхене.
По окончании учёбы работал в Петербурге у архитекторов Гингера и Фомина. С 1912 года был уполномоченным по архитектурной части Комиссии по охране памятников искусств и старины. Участник Еврейского общества поощрения художеств.
В июне 1919 года С. Н. Грузенберг переехал в Екатеринослав и стал профессором кафедры архитектуры Еврейского Политехнического института (ЕПИ), где работал до 1921 года. Поступая туда, он предоставил отзывы академиков А. Бенуа и И. Фомина. Александр Бенуа писал: «Известные мне труды Сергея Николаевича… представляют, на мой взгляд, совершенно выдающиеся работы … они занимают обособленное положение своими высокими техническими достоинствами». Профессор И. Фомин отмечал: «…Сергей Николаевич Грузенберг известен мне как отличный архитектор, как талантливый рисовальщик и знаток стилей и истории искусств. Я могу рекомендовать его горячо как преподавателя в класс композиции по архитектуре…».
С 1922 года работал в Москве.
С. Н. Грузенберг входил в объединение «Мир искусства». Начиная с 1909 года он участвовал во многих выставках: «Союз русских художников», «Мир искусств» и других, где выставлял графику и архитектурные фантазии.
Занимался иллюстрацией книг : «Декамерон», «Тысяча и одна ночь», стихи Верлена, лицейские стихотворения А. С. Пушкина, «Адмиралтейская игла» Б. Садовского, «Пять лет Советской власти» и другие. Рисовал для журналов «Сатирикон», «Крокодил», «Красная нива».
Изготовлял графические миниатюры и экслибрисы. Выполнил ряд образцов денежных знаков (1924). По заказу монетного двора разработал аверс и реверс трёхкопеечной монеты.
Произведения Грузенберга экспонировались в 1925 году в Париже на Международной выставке художественно-декоративных искусств. Умер 22 августа 1931 года в Москве; останки кремированы, урна с прахом захоронена в колумбарии Донского кладбища.

## Избранные проекты и постройки

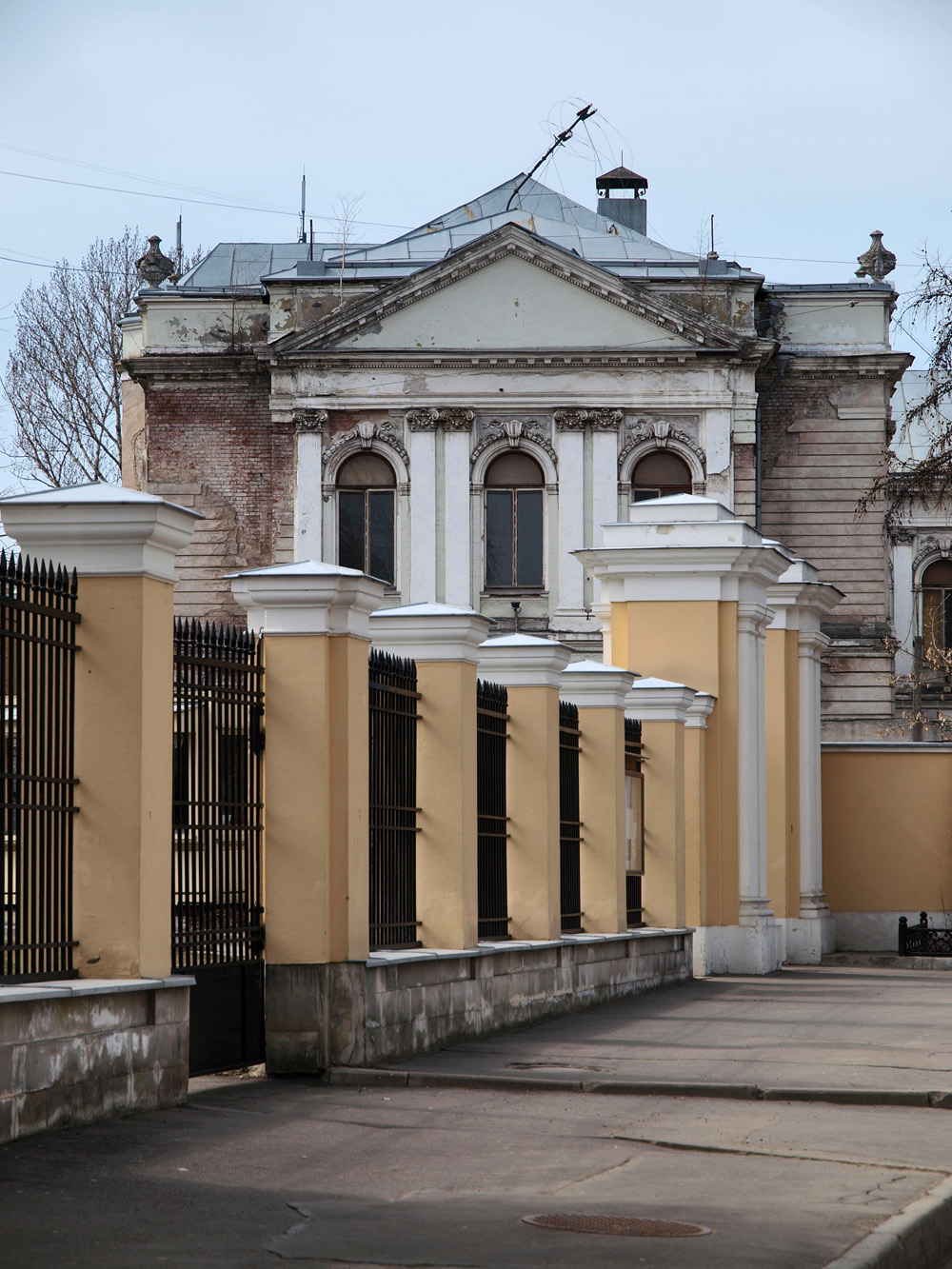
Новое крыло института Маркса-Энгельса

- Проект реставрации Петровской кунсткамеры, Санкт-Петербург
- Проект реставрации «Галереи российских императоров», Санкт-Петербург
- Проект памятника Петру Великому (первая и вторая премии на Всероссийском конкурсе), Санкт-Петербург
- «Мавзолей-колумбарий жертвам контрреволюции в Екатеринославе» (конкурсный проект 1920 год), Екатеринослав
- Павильон Центрального управления лесной промышленности на 1-й Всероссийской сельскохозяйственной выставке в Москве (1923 год, соавтор А. Я. Лангман)[5][6]
- Проект завода «Фрезер», Москва
- Проект здания Института Маркса и Энгельса, Москва — см. Усадьба Вяземских-Долгоруковых
- Проект первого крематория, Москва
- Проект квартала жилых домов, ограниченный проспектом Ленина, улицей Большой Комсомольской и Пограничным переулком, Иваново
- Автор логотипа Госплана СССР.

## Публикации
- С. Грузенберг. «Альбом кладбищ»
- С. Грузенберг. «Альбом домовых церквей»
- Графика / Пояснит. текст проф. А. А. Сидорова М., Изд-во `Наука`, 38 л. ил., 1922 г.
- Грузенберг, Сергей. — Книжные знаки. — М.: Художественная печать, 1924. — 21с
- Марки Сергея Грузенберга — М.: Изд-во `Наука`, 1923 г.